# Jakub Teodor Kuncewicz
Jakub Teodor Kuncewicz herbu Łabędź (zm. 28 sierpnia 1666 roku) – wojewoda brzeskolitewski od 1664, kasztelan żmudzki w 1661 roku, kasztelan miński w 1660 roku, podkomorzy lidzki w latach 1649–1650, chorąży lidzki w latach 1639–1649, pisarz ziemski lidzki w latach 1635–1639, marszałek Trybunału Głównego Wielkiego Księstwa Litewskiego w 1640, 1648 roku, starosta koniawski i dubicki.
Był członkiem konfederacji generalnej zawiązanej 16 lipca 1632 roku. W 1632 posłował z powiatu lidzkiego na sejm konwokacyjny i sejm elekcyjny. Podpisał elekcję Władysława IV Wazy. Poseł na sejmy w 1639, 1646.
Poseł na sejm koronacyjny 1649 roku, sejm nadzwyczajny 1652 roku, sejm zwyczajny 1654 roku, sejm nadzwyczajny 1654 roku, sejm 1659 roku.
Na sejmie nadzwyczajnym 1652 roku wyznaczony z Koła Poselskiego komisarzem do zapłaty wojsku Wielkiego Księstwa Litewskiego. Na sejmie nadzwyczajnym 1654 roku wyznaczony z Koła Poselskiego komisarzem do zapłaty wojsku Wielkiego Księstwa Litewskiego. Wziął udział w wojnie polsko-rosyjskiej 1654-1667. 17 października 1655 roku złożył przysięgę na wierność carowi Aleksemu Michajłowiczowi. W grudniu 1660 jego oddział został zniesiony pod Grodnem przez Iwana Chowańskiego.